# 岡倉節子
岡倉節子（おかくら せつこ）は、TBSのホームドラマ『渡る世間は鬼ばかり』に登場する岡倉大吉の妻で同ドラマに登場する架空の人物である。主にパート1、2、3の最終回では彼女が中心的存在で重要なシメを担っている。山岡久乃が演じていた。

## プロフィール
- 生年月日：1933年9月（誕生日は不詳）
- 没年月日：1998年9月（命日は不詳）
- 住所：東京都世田谷区弦巻6-12-9（架空）
- 職業：専業主婦→「おかくら」初代女将

## 来歴・人物
熊本県出身。岡倉大吉と結婚後、長女・弥生、次女・五月、三女・文子、四女・葉子、五女・長子を出産。5人の娘を立派に育て上げる。
ものごとをはっきりと言うかなり厳しい性格。躾にも厳しい。普段は夫の大吉を立てつつも，自分の意思は通し，我の強い面もある。料理が得意である。
小島幸吉は「キミに負けない強さがある」と語っていた。少ない給料で5人の子どもを苦労して育てたが、成長したら結局家を出て行くだけで、常に不満を感じていた。「娘なんて育ててもちっとも面白くないですね」というのが口癖。当初、大吉が仕事ばかりに打ち込んでいた為、家庭に無関心だったことを根に持っている。義姉の上に独特な雰囲気を持っている珠子のことが苦手で取り乱すことがある。また、山口政子のことが苦手である（第2シリーズ第33話より）。
また、娘達が婚家で理不尽な仕打ちを受けると、自ら乗り込んで行きハナを除く姑達と衝突したこともしばしばある。
第1シリーズでは大吉の会社辞職、板前修業にはショックを受けて猛反対した。そのまま家出し、叔母・立花ワカのもとを訪れる。ワカが経営する呉服店「立花」で働きたいと申し出て働くことになった。数日後、雛人形を飾る為に一度岡倉家に戻るが、足を痛めてしまう。身動きが出来ない節子の為に大吉が手料理を披露し、板前への転職を認めた。
第2シリーズでは、大吉が独立して店を開業する時にも失敗を恐れ猛反対したが、葉子のニューヨーク行きや長子の再婚・大阪行きが決まった為、節子一人取り残される。「おかくら」を開業後、結局はかいがいしく女将として振る舞うようになった。
1998年秋、娘たちにプレゼントしてもらったニューヨーク旅行中に心筋梗塞を起こし、急死（第4シリーズ第1話）。それからは毎回のように、大吉が節子の位牌に話しかけるシーンが登場している。また、これにより近所に住む「おかくら」で知り合った親友・青山タキ（野村昭子）が「おかくら」の2代目女将として正式に雇われた。
節子の死後、四十九日まで位牌と遺影が飾られていた。また、山岡の没後もしばらくは位牌と遺影が飾られていたが、第5シリーズ以降は遺影は飾られておらず、位牌のみとなっている。
「2013年2時間スペシャル 後編」では、久々に節子の遺影が登場した。
山岡は事実上第3シリーズを最後に降板。OPクレジットにおいては、第3シリーズ総集編が組まれた上にスタート時点で生存設定であった第4シリーズ第1話が、OPで山岡の名前が載った最後の回となった。ちなみに、山岡は第3シリーズTV放送終了後、1997年国際演劇月参加作品東宝現代劇5・6月特別公演「渡る世間は鬼ばかり3」の舞台版まで岡倉節子役を演じており、岡倉節子役を最後に演じたのはTVではなくこの舞台公演であった。
第1シリーズから第3シリーズまで主役を張ってきた山岡久乃であったが、第4シリーズ開始前に突然降板。開始後に胆管癌であることを公表した。世間からは「山岡は癌のために第4シリーズを降板した」と思われがちだが、第3シリーズ出演中の時点で、石井ふく子の脱税騒動の際、自分の名前が勝手に使われていたことへの石井への不信感と、（胆管癌発症前に）総胆管結石および肝機能障害を患っていたことで体調を崩し、自身の年齢も考えて、今後は自分の好きな仕事だけをしていくと決めたため、次シリーズの出演意思はなかった（山岡の死去後にこのことが週刊誌に報じられた）。山岡は第4シリーズ放映中の1999年2月15日（月曜日）午後10時2分に胆管癌による心不全のため死去した。）。

## 家族・親戚
公式サイトにて
- 夫：岡倉大吉×（会社員→「おたふく」板前→「おかくら」店主、2014年冬死去）（演：藤岡琢也×→宇津井健×）
- 義姉：森山珠子[5]（ハワイ在住、お金持ちの未亡人）（演：森光子×）
- 叔母：立花ワカ[5]（呉服屋「立花」社長、演：杉村春子×）

### 子供
- 長女：野田弥生（専業主婦→看護師→専業主婦→「ラ・メール」勤務→「ごはんや」勤務→「北川保育園」ボランティア→専業主婦→喫茶「花」経営）（演：長山藍子）
- 次女：小島五月（「幸楽」2代目女将）（演：泉ピン子）
- 三女：高橋文子（食品会社勤務→専業主婦→「あさま」従業員→「FTトラベル」社長）（演：中田喜子）
- 四女：大原葉子（照明デザイナー→一級建築士）（演：野村真美）
- 五女：本間長子（大学生→銀行員→専業主婦→病院院長秘書→翻訳家→「おかくら」従業員→専業主婦→「おかくら」従業員→「本間クリニック」手伝い）（演：藤田朋子）

### 孫
- 弥生の長女：野田あかり（海外失踪中、演：山辺有紀）
- 弥生の長男：野田武志（「村上モータース」勤務、演：岩渕健）
- 五月の長女：田口愛（「幸楽」3代目女将、演：吉村涼）
- 五月の長男：小島眞（公認会計士、演：えなりかずき）
- 文子の長男：高橋望（ハワイ在住、演：冨田真之介）
- 葉子の長女：大原さやか（誕生目前で死産）
- 葉子の次女：大原ゆき（双子）
- 葉子の三女：大原みき（双子）
- 長子の長女：本間日向子（「おかくら」板前、演：土江海鈴→高塚麻衣→日野美紀→大谷玲凪）
- 養女：遠山遊（演：山辺江梨）

長子の亡き夫・昌之の連れ子。

### 曾孫
- 横川良武（佐枝の連れ子で武志と血縁関係無し。演：吉田理恩）
- 野田勇気（あかりの長男、演：山内秀馬→渡邉奏人）
- 田口さくら（愛の長女、演：久保田さくら→小宮未鈴→安藤美優）
- 小島香（眞の長男、演：柳田湊大）